# دمسور
دمسور (به فرانسوی: Domsure) یک کمون در فرانسه است که در Canton of Coligny واقع شده‌است.

## خصوصیات
دمسور ۱۵٫۲۰ کیلومترمربع مساحت و ۴۷۵ نفر جمعیت دارد و ۲۲۰ متر بالاتر از سطح دریا واقع شده‌است.